# Lagarde (Gers)
Pour les articles homonymes, voir Lagarde.
Lagarde ou Lagarde-Fimarcon (Lagarda en occitan)  est une commune française située dans le nord du département du Gers en région Occitanie. Sur le plan historique et culturel, la commune est dans la Lomagne, une ancienne circonscription de la province de Gascogne ayant titre de vicomté, surnommée « Toscane française ».
Exposée à un climat océanique altéré, elle est drainée par l'Auchie et par divers autres petits cours d'eau. La commune possède un patrimoine naturel remarquable composé de deux zones naturelles d'intérêt écologique, faunistique et floristique.
Lagarde est une commune rurale qui compte 123 habitants en 2022, après avoir connu un pic de population de 542 habitants en 1806.  Elle fait partie de l'aire d'attraction de Lectoure. Ses habitants sont appelés les Lagardais ou  Lagardaises.
Le village actuel est partiellement entouré de remparts du 13e siècle sur lesquels s'adossent des maisons en rénovation exemplaire. Le site du village et de ses abords est inscrit aux Monuments Historiques (arrêté du 11 juillet 1986). Le patrimoine architectural de la commune comprend en plus deux  immeubles protégés au titre des monuments historiques : l'église, inscrite en 1983, et le château, inscrit en 1984.

## Géographie

### Localisation
Lagarde est une commune située en Gascogne sur l'Auchie.

### Communes limitrophes
Les communes limitrophes sont  La Romieu, Larroque-Engalin, Lectoure, Marsolan et Saint-Martin-de-Goyne.
|           | Larroque-Engalin | Saint-Martin-de-Goyne |
| La Romieu | Lagarde          | Lectoure              |
|           | Marsolan         |                       |

### Géologie et relief
Lagarde se situe en zone de sismicité 1 (sismicité très faible).

### Hydrographie

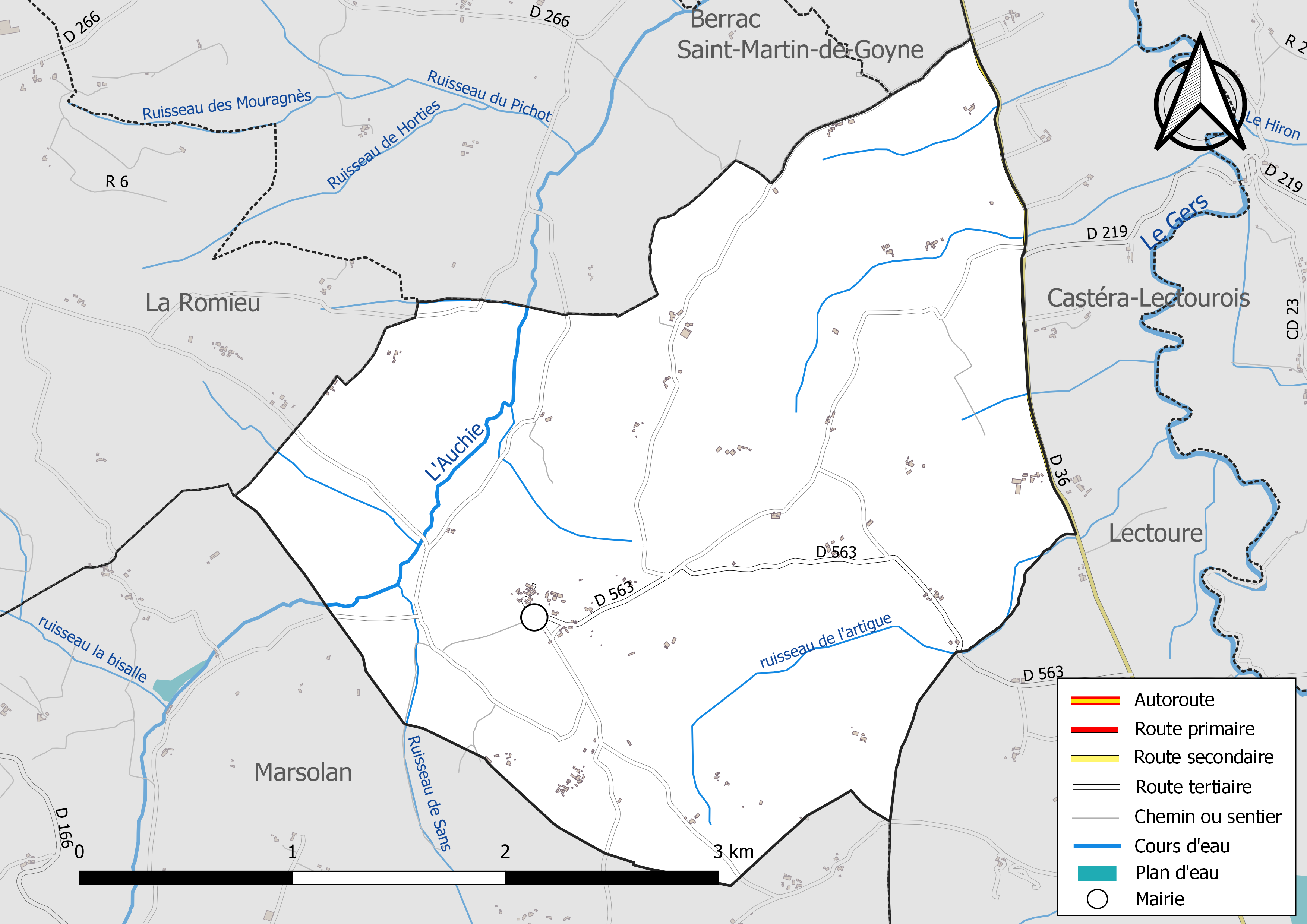
Réseaux hydrographique et routier de Lagarde.

La commune est dans le bassin de la Garonne, au sein du bassin hydrographique Adour-Garonne. Elle est drainée par l'Auchie, le ruisseau de l'artigue, le ruisseau de Sans et par divers petits cours d'eau, qui constituent un réseau hydrographique de 10 km de longueur totale,.
L'Auchie, d'une longueur totale de 15,7 km, prend sa source dans la commune de Terraube et s'écoule vers le nord. Il traverse la commune et se jette dans le Gers à Saint-Martin-de-Goyne, après avoir traversé 7 communes.

### Climat
Pour des articles plus généraux, voir Climat de l'Occitanie et Climat du Gers.
En 2010, le climat de la commune est de type climat du Bassin du Sud-Ouest, selon une étude s'appuyant sur une série de données couvrant la période 1971-2000. En 2020, Météo-France publie une typologie des climats de la France métropolitaine dans laquelle la commune est exposée à un climat océanique altéré et est dans la région climatique Aquitaine, Gascogne, caractérisée par une pluviométrie abondante au printemps, modérée en automne, un faible ensoleillement au printemps, un été chaud (19,5 °C), des vents faibles, des brouillards fréquents en automne et en hiver et des orages fréquents en été (15 à 20 jours).
Pour la période 1971-2000, la température annuelle moyenne est de 12,9 °C, avec une amplitude thermique annuelle de 15,4 °C. Le cumul annuel moyen de précipitations est de 738 mm, avec 9,9 jours de précipitations en janvier et 6,3 jours en juillet. Pour la période 1991-2020, la température moyenne annuelle observée sur la station météorologique la plus proche, située sur la commune de Condom à 15 km à vol d'oiseau, est de 13,9 °C et le cumul annuel moyen de précipitations est de 703,8 mm,. Pour l'avenir, les paramètres climatiques de la commune estimés pour 2050 selon différents scénarios d’émission de gaz à effet de serre sont consultables sur un site dédié publié par Météo-France en novembre 2022.

### Milieux naturels et biodiversité
L’inventaire des zones naturelles d'intérêt écologique, faunistique et floristique (ZNIEFF) a pour objectif de réaliser une couverture des zones les plus intéressantes sur le plan écologique, essentiellement dans la perspective d’améliorer la connaissance du patrimoine naturel national et de fournir aux différents décideurs un outil d’aide à la prise en compte de l’environnement dans l’aménagement du territoire.
Une ZNIEFF de type 1 est recensée sur la commune :
le « plateau de Marsolan » (621 ha), couvrant 2 communes du département et une ZNIEFF de type 2, : 
l'« ensemble de tulipes et messicoles de Marsolan à la Romieu » (3 318 ha), couvrant 6 communes du département.

Carte des ZNIEFF de type 1 et 2 à Lagarde.
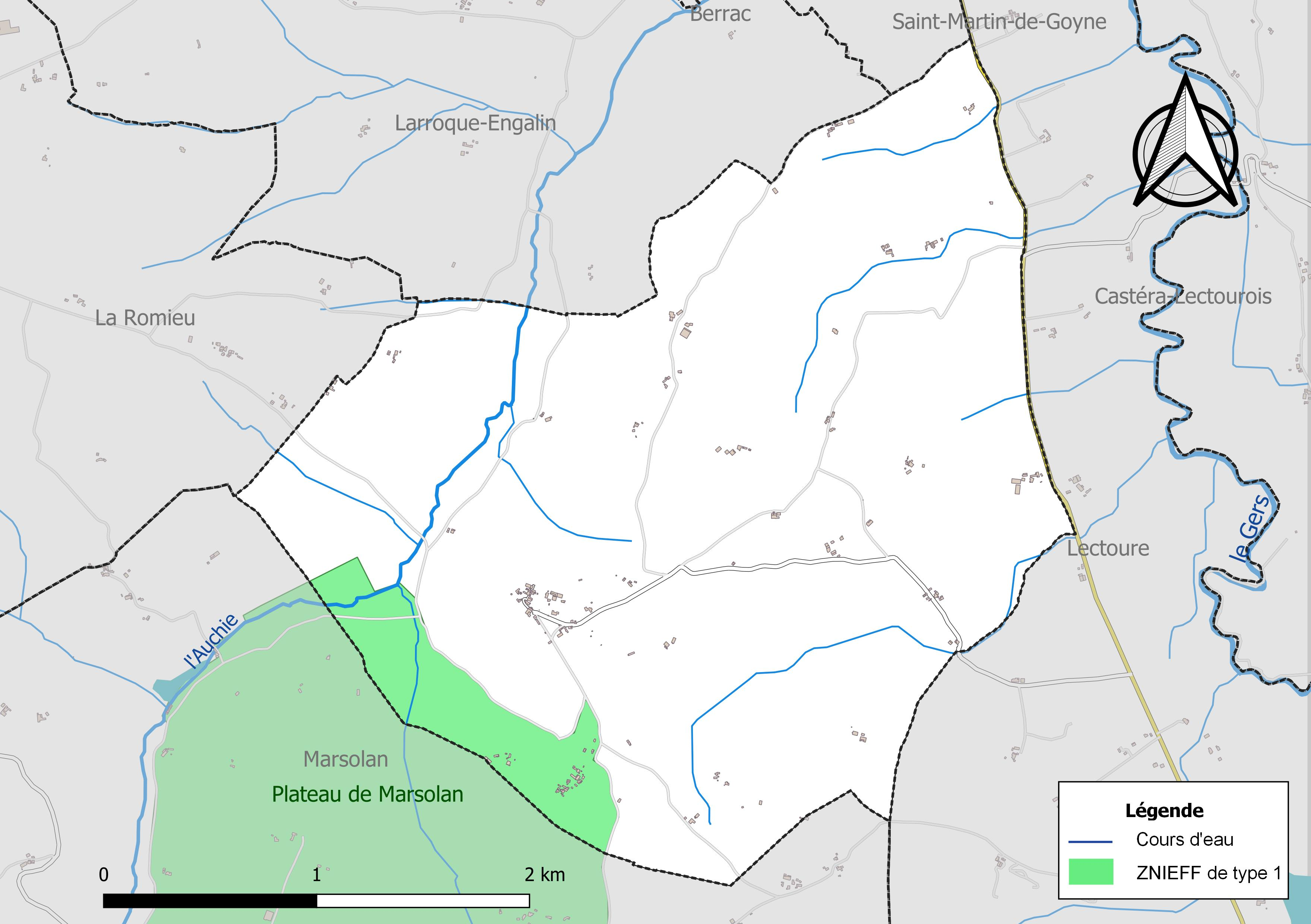
Carte de la ZNIEFF de type 1 sur la commune.
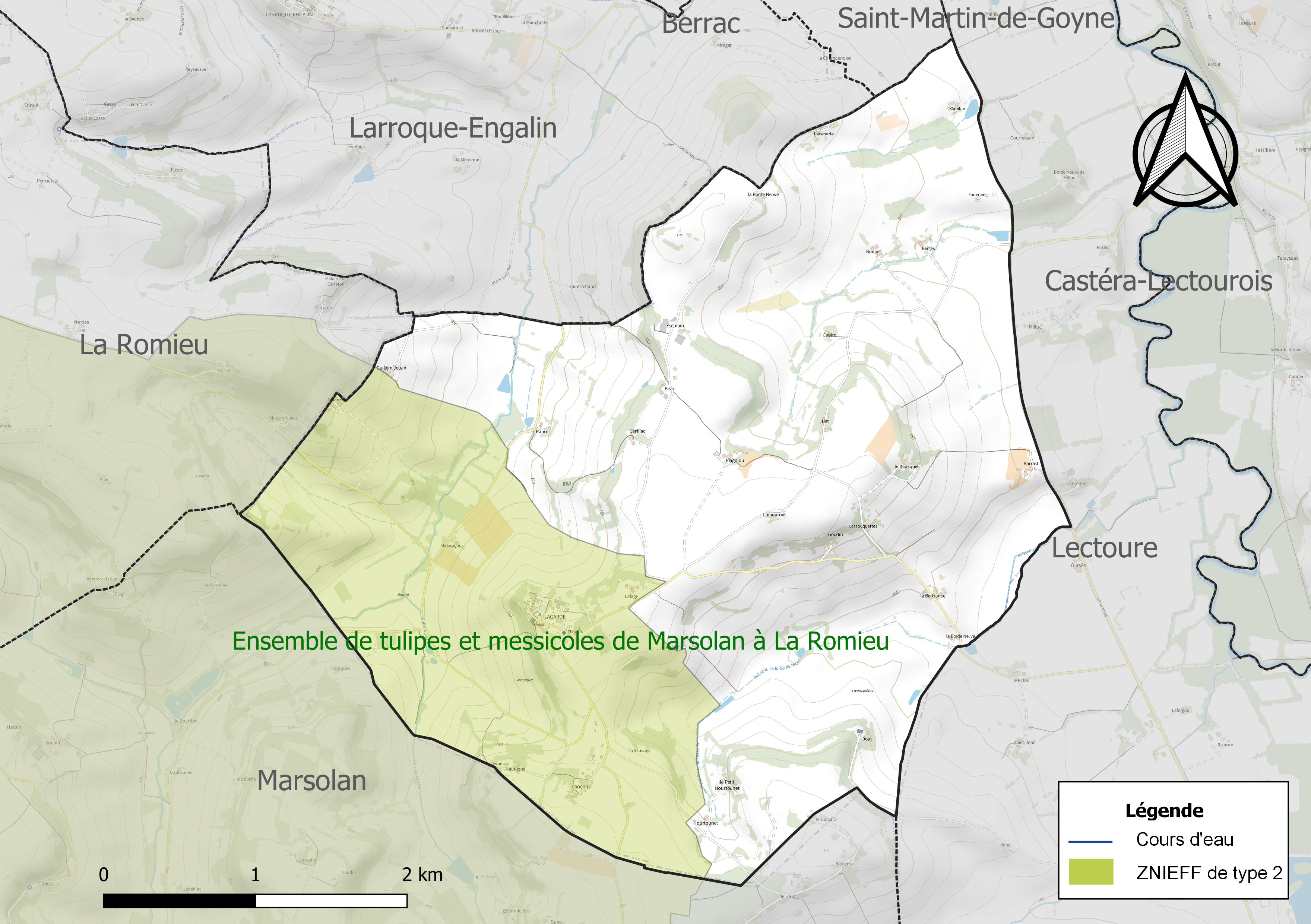
Carte de la ZNIEFF de type 2 sur la commune.

## Urbanisme

### Typologie
Au 1er janvier 2024, Lagarde est catégorisée commune rurale à habitat très dispersé, selon la nouvelle grille communale de densité à sept niveaux définie par l'Insee en 2022.
Elle est située hors unité urbaine. Par ailleurs la commune fait partie de l'aire d'attraction de Lectoure, dont elle est une commune de la couronne,. Cette aire, qui regroupe 13 communes, est catégorisée dans les aires de moins de 50 000 habitants,.

### Occupation des sols
L'occupation des sols de la commune, telle qu'elle ressort de la base de données européenne d’occupation biophysique des sols Corine Land Cover (CLC), est marquée par l'importance des territoires agricoles (100 % en 2018), une proportion identique à celle de 1990 (100 %). La répartition détaillée en 2018 est la suivante : 
terres arables (80,4 %), zones agricoles hétérogènes (16,7 %), prairies (2,9 %). L'évolution de l’occupation des sols de la commune et de ses infrastructures peut être observée sur les différentes représentations cartographiques du territoire : la carte de Cassini (XVIIIe siècle), la carte d'état-major (1820-1866) et les cartes ou photos aériennes de l'IGN pour la période actuelle (1950 à aujourd'hui).

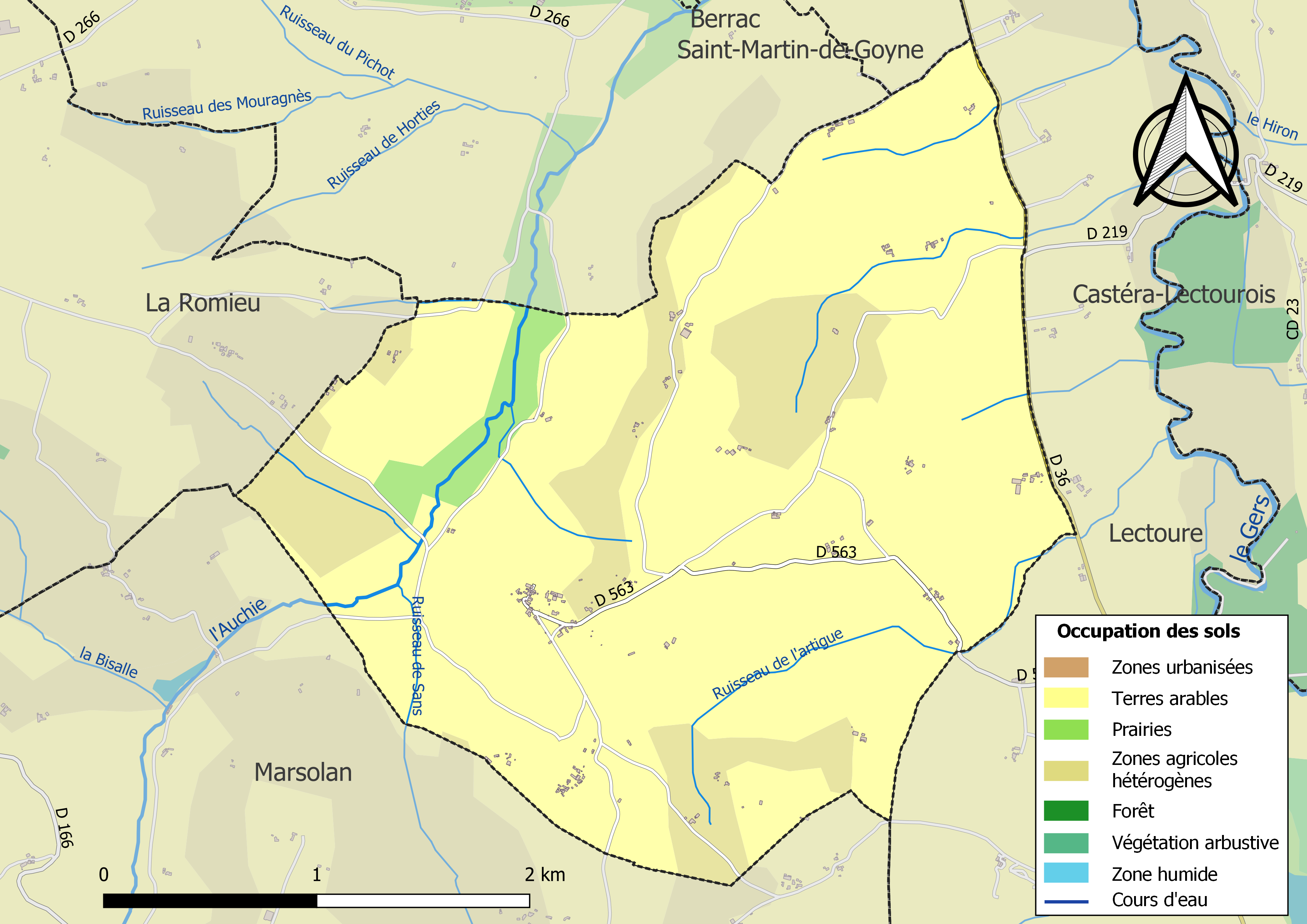
Carte des infrastructures et de l'occupation des sols de la commune en 2018 (CLC).

### Risques majeurs
Le territoire de la commune de Lagarde est vulnérable à différents aléas naturels : météorologiques (tempête, orage, neige, grand froid, canicule ou sécheresse) et séisme (sismicité très faible). Un site publié par le BRGM permet d'évaluer simplement et rapidement les risques d'un bien localisé soit par son adresse soit par le numéro de sa parcelle.

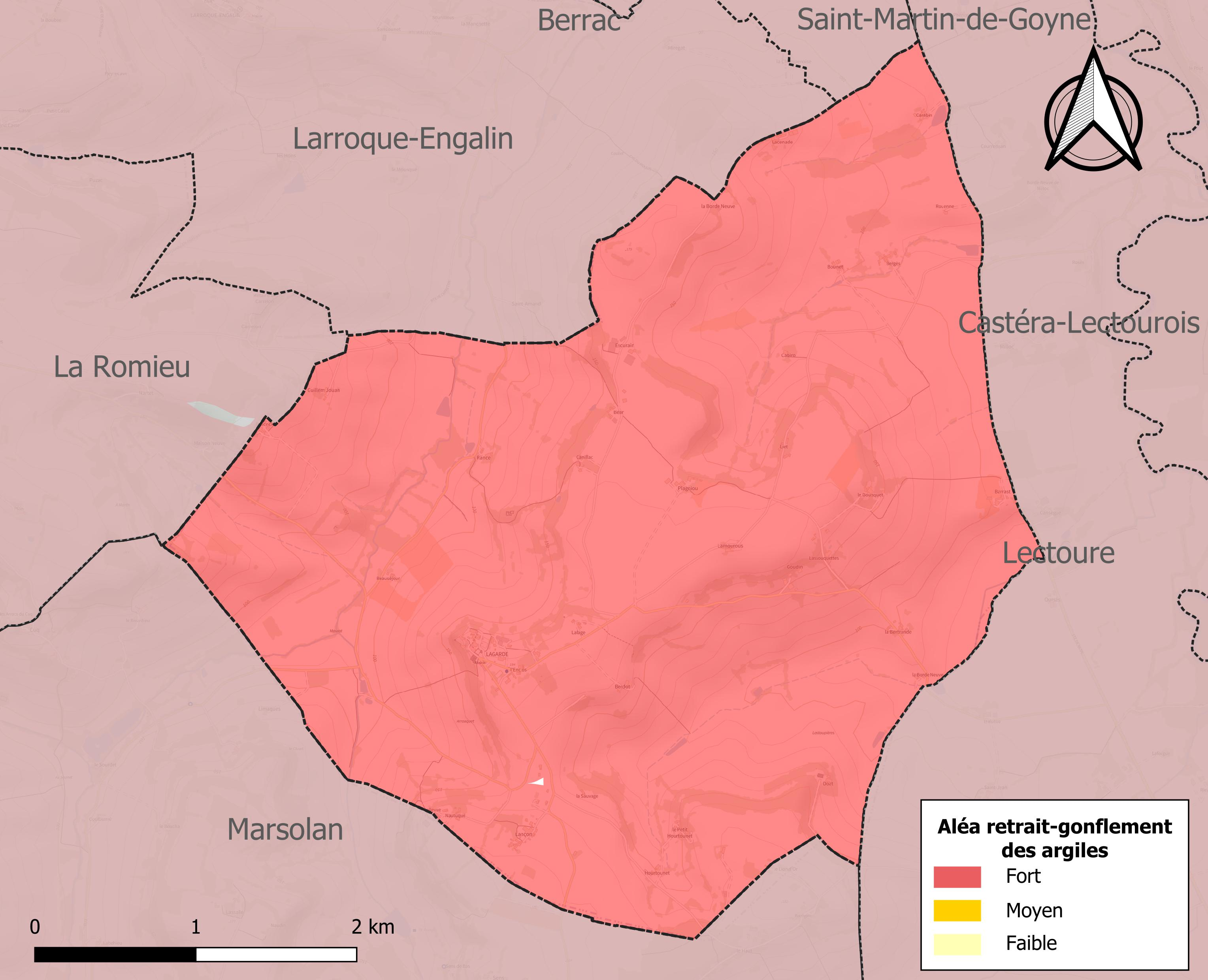
Carte des zones d'aléa retrait-gonflement des sols argileux de Lagarde.

Le retrait-gonflement des sols argileux est susceptible d'engendrer des dommages importants aux bâtiments en cas d’alternance de périodes de sécheresse et de pluie. La totalité de la commune est en aléa moyen ou fort (94,5 % au niveau départemental et 48,5 % au niveau national). Sur les 91 bâtiments dénombrés sur la commune en 2019, 91 sont en aléa moyen ou fort, soit 100 %, à comparer aux 93 % au niveau départemental et 54 % au niveau national. Une cartographie de l'exposition du territoire national au retrait gonflement des sols argileux est disponible sur le site du BRGM,.
Par ailleurs, afin de mieux appréhender le risque d’affaissement de terrain, l'inventaire national des cavités souterraines permet de localiser celles situées sur la commune.
La commune a été reconnue en état de catastrophe naturelle au titre des dommages causés par les inondations et coulées de boue survenues en 1999 et 2009. Concernant les mouvements de terrains, la commune a été reconnue en état de catastrophe naturelle au titre des dommages causés par la sécheresse en 1989, 2003 et 2011 et par des mouvements de terrain en 1999.

## Histoire
Ancien castelnau de la seigneurie de Fimarcon, édifié au XIIe siècle.
L'histoire médiévale de la seigneurie de Fimarcon de la maison de Lomagne (du Xe au XVIIIe siècle) est détaillée par l'abbé Mauquié, curé de Caussens, dans plusieurs articles publiés à la fin du XIXe siècle dans la Revue de Gascogne,,,,.

## Politique et administration
| Période                                  | Période  | Identité                | Étiquette | Qualité |
| ---------------------------------------- | -------- | ----------------------- | --------- | ------- |
| mars 2001                                | 2020     | Ghislaine Poirette-Maïs |           |         |
| 2020                                     | En cours | Christian Manabera      |           |         |
| Les données manquantes sont à compléter. |          |                         |           |         |

## Démographie
L'évolution du nombre d'habitants est connue à travers les recensements de la population effectués dans la commune depuis 1793. Pour les communes de moins de 10 000 habitants, une enquête de recensement portant sur toute la population est réalisée tous les cinq ans, les populations de référence des années intermédiaires étant quant à elles estimées par interpolation ou extrapolation. Pour la commune, le premier recensement exhaustif entrant dans le cadre du nouveau dispositif a été réalisé en 2007.

En 2022, la commune comptait 123 habitants, en évolution de +3,36 % par rapport à 2016 (Gers : +1,04 %, France hors Mayotte : +2,11 %).
| 1793 | 1800 | 1806 | 1821 | 1831 | 1841 | 1846 | 1851 | 1856 |
| ---- | ---- | ---- | ---- | ---- | ---- | ---- | ---- | ---- |
| 520  | 507  | 542  | 482  | 531  | 477  | 466  | 445  | 421  |

| 1861 | 1866 | 1872 | 1876 | 1881 | 1886 | 1891 | 1896 | 1901 |
| ---- | ---- | ---- | ---- | ---- | ---- | ---- | ---- | ---- |
| 400  | 412  | 402  | 375  | 351  | 403  | 333  | 278  | 277  |

| 1906 | 1911 | 1921 | 1926 | 1931 | 1936 | 1946 | 1954 | 1962 |
| ---- | ---- | ---- | ---- | ---- | ---- | ---- | ---- | ---- |
| 266  | 240  | 188  | 209  | 214  | 207  | 211  | 194  | 223  |

| 1968 | 1975 | 1982 | 1990 | 1999 | 2006 | 2007 | 2012 | 2017 |
| ---- | ---- | ---- | ---- | ---- | ---- | ---- | ---- | ---- |
| 200  | 141  | 148  | 165  | 132  | 130  | 130  | 121  | 119  |

| 2022 | - | - | - | - | - | - | - | - |
| ---- | - | - | - | - | - | - | - | - |
| 123  | - | - | - | - | - | - | - | - |

## Économie

### Emploi
|                | 2008  | 2013  | 2018  |
| -------------- | ----- | ----- | ----- |
| Commune        | 0 %   | 3,7 % | 1,9 % |
| Département    | 6,1 % | 7,5 % | 8,2 % |
| France entière | 8,3 % | 10 %  | 10 %  |

En 2018, la population âgée de 15 à 64 ans s'élève à 52 personnes, parmi lesquelles on compte 78,8 % d'actifs (76,9 % ayant un emploi et 1,9 % de chômeurs) et 21,2 % d'inactifs,. Depuis 2008, le taux de chômage communal (au sens du recensement) des 15-64 ans est inférieur à celui de la France et du département.
La commune fait partie de la couronne de l'aire d'attraction de Lectoure, du fait qu'au moins 15 % des actifs travaillent dans le pôle,. Elle compte 18 emplois en 2018, contre 15 en 2013 et 20 en 2008. Le nombre d'actifs ayant un emploi résidant dans la commune est de 44, soit un indicateur de concentration d'emploi de 40,9 % et un taux d'activité parmi les 15 ans ou plus de 42,5 %.
Sur ces 44 actifs de 15 ans ou plus ayant un emploi, 17 travaillent dans la commune, soit 39 % des habitants. Pour se rendre au travail, 75 % des habitants utilisent un véhicule personnel ou de fonction à quatre roues, 4,5 % les transports en commun et 20,5 % n'ont pas besoin de transport (travail au domicile).

### Activités hors agriculture
3 établissements sont implantés  à Lagarde au 31 décembre 2019.
Le secteur de l'administration publique, l'enseignement, la santé humaine et l'action sociale est prépondérant sur la commune puisqu'il représente 33,3 % du nombre total d'établissements de la commune (1 sur les 3 entreprises implantées  à Lagarde), contre 12,3 % au niveau départemental.

### Agriculture
La commune est dans le « Haut-Armagnac », une petite région agricole occupant le centre du département du Gers. En 2020, l'orientation technico-économique de l'agriculture  sur la commune est la culture de céréales et/ou d'oléoprotéagineuses.
|               | 1988 | 2000  | 2010  | 2020  |
| ------------- | ---- | ----- | ----- | ----- |
| Exploitations | 23   | 16    | 11    | 11    |
| SAU (ha)      | 949  | 1 039 | 1 052 | 1 004 |

Le nombre d'exploitations agricoles en activité et ayant leur siège dans la commune est passé de 23 lors du recensement agricole de 1988  à 16 en 2000 puis à 11 en 2010 et enfin à 11 en 2020, soit une baisse de 52 % en 32 ans. Le même mouvement est observé à l'échelle du département qui a perdu pendant cette période 51 % de ses exploitations,. La surface agricole utilisée sur la commune a quant à elle augmenté, passant de 949 ha en 1988 à 1 004 ha en 2020. Parallèlement la surface agricole utilisée moyenne par exploitation a augmenté, passant de 41 à 91 ha.

## Culture locale et patrimoine

### Lieux et monuments
- Vestiges de l’ancien château des marquis de Fimarcon : A la fin du 15e siècle, les Sires de Fimarcon, vassaux des Rois d’Angleterre, édifièrent un château gigantesque sur le modèle des châteaux anglais. De l'ancien château médiéval, seule subsiste l'aile des communs datant du 17e siècle et abritant l'ensemble des écuries monumentales, une tour talutée du 15e siècle et une partie des remparts. Les façades et toitures de l'aile des communs sont inscrites aux Monuments Historiques (arrêté du 16 juillet 1984). C'est un bâtiment à étage flanqué de deux pavillons d'angle et muni d'un portail monumental. Ce dernier est constitué de pilastres plats alternés de bossages de couleurs différentes. Ces pilastres soutiennent un entablement à triglyphes et métopes, qui soutient une corniche où s'appuient deux volutes inversées. Dans l'axe se trouve une fenêtre à meneau. Propriété privée. Visite des extérieurs uniquement.
- Église Saint-Martin, de fondation romane, contiguë à la porte du village, dotée d’archères en croix sur trois faces, remaniée aux XVIIe et XVIIIe siècles. Cuve baptismale ornée. L'église est inscrite en totalité à l'inventaire des monuments historiques (arrêté du 18 octobre 1983)[35],[36]. Elle semble dater de la 2e moitié du 13e siècle (maçonnerie en moyen appareil, portail nord en arc légèrement brisé aujourd'hui bouché, lien avec l'enceinte fortifiée). Elle est peut-être bâtie sur un édifice antérieur comme en témoigne l'existence d'un chevet plat à l'extérieur et courbe à l'intérieur. L'église a été modifiée avant 1824 par l'adjonction d'une sacristie à l'est et d'une chapelle au sud, puis courant 19e siècle par la reconstruction de la partie supérieure du clocher. L'église est à nef unique. Le clocher-tour est implanté au nord de l'extrémité orientale de l'église. Il participe à la défense et constitue la porte latérale du village. Une chapelle est accolée au sud de l'église, au milieu de la nef. La sacristie prend place à l'est du chevet, dans l'angle formé par celui-ci et le clocher.

### Personnalités liées à la commune
- Jean-Baptiste Maïs (1865-1946), agriculteur-viticulteur et inventeur d’un grand nombre de machines agricoles, dont la décavaillonneuse.
- Paul Maïs, fils du précédent, maire de Lagarde, en fit la première commune du Gers entièrement équipée en eau courante.